# Żyły przeponowe dolne

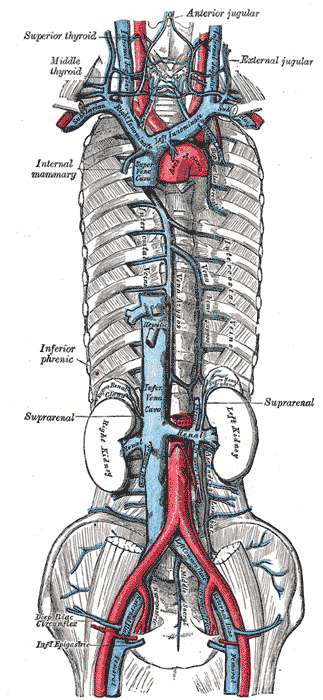
Żyła przeponowa dolna prawa podpisana Inferior phrenic.

Żyły przeponowe dolne (łac. venae phrenicae inferiores) – w anatomii człowieka naczynia żylne zbierające krew z przepony. Powstają na wklęsłej powierzchni przepony po dwie po każdej stronie. Idąc stromo ku dołowi towarzyszą tętnicy przeponowej dolnej. Po drodze łączą się w jeden pień po każdej stronie i uchodzą do żyły głównej dolnej przy jej przejściu przez przeponę. Żyła przeponowa dolna lewa może też uchodzić do żyły nerkowej lewej lub do żyły nadnerczowej lewej. Dopływami żył przeponowych dolnych mogą być gałęzie z nadnercza.
Żyły przeponowe dolne tworzą zespolenia śródmięśniowe z żyłami osierdziowo-przeponowymi. W przypadku podwiązania żyły głównej dolnej może dojść do wznowienia krążenia żylnego między innymi tą drogą. Żyły przeponowe dolne nie mają zastawek.